# US Indoors 1971 - Singolare
Il singolare del torneo di tennis US Indoors 1971, facente parte del Virginia Slims Circuit 1971, ha avuto come vincitrice Billie Jean King che ha battuto in finale Rosie Casals con il punteggio di 3–6, 6–1, 6–2.

## Teste di serie
1. Billie Jean King (Campionessa)

1. Rosie Casals (finale)

## Tabellone

### Legenda
| - Q = Qualificato - WC = Wild card - LL = Lucky loser | - ALT = Alternate - SE = Special Exempt - PR = Protected Ranking | - w/o = Walkover - r = Ritirato - d = Squalificato |

|  | Primo turno       | Primo turno       | Primo turno       | Primo turno | Primo turno |  |  | Semifinali | Semifinali       | Semifinali     | Semifinali   | Semifinali |   |   | Finale | Finale           | Finale | Finale | Finale |  |
|  |                   |                   |                   |             |             |  |  |            |                  |                |              |            |   |   |        |                  |        |        |        |  |
|  | 1                 | Billie Jean King  | Billie Jean King  | 6           | 6           |  |  |            |                  |                |              |            |   |   |        |                  |        |        |        |  |
|  |                   | V Ziegenfuss      | V Ziegenfuss      | 3           | 2           |  |  | 1          | Billie Jean King | 6              | 4            | 6          |   |   |        |                  |        |        |        |  |
|  | Ann Haydon Jones  | Ann Haydon Jones  | Ann Haydon Jones  | 7           | 7           |  |  |            | Ann Haydon Jones | 4              | 6            | 3          |   |   |        |                  |        |        |        |  |
|  | Tory Fretz        | Tory Fretz        | Tory Fretz        | 6           | 6           |  |  |            |                  |                |              |            |   |   | 1      | Billie Jean King | 3      | 6      | 6      |  |
|  | Mary Ann Eisel    | Mary Ann Eisel    | Mary Ann Eisel    | 6           | 7           |  |  |            |                  | 2              | Rosie Casals | 6          | 1 | 2 |        |                  |        |        |        |  |
|  | W Gilchrist Paish | W Gilchrist Paish | W Gilchrist Paish | 4           | 6           |  |  |            | Mary Ann Eisel   | Mary Ann Eisel | 6            | 6          |   |   |        |                  |        |        |        |  |
|  | 2                 | Rosie Casals      | Rosie Casals      | 6           | 6           |  |  | 2          | Rosie Casals     | Rosie Casals   | 3            | 0          |   |   |        |                  |        |        |        |  |
|  |                   | J Tegart Dalton   | J Tegart Dalton   | 3           | 0           |  |  |            |                  |                |              |            |   |   |        |                  |        |        |        |  |